# Parszywa dwunastka 2
Parszywa dwunastka 2 (oryg. The Dirty Dozen: The Next Mission) – amerykański film wojenny z 1985 roku na podstawie powieści E.M. Nathansona.

## Fabuła
Akcja filmu rozgrywa się w 1944 roku. Po zamachu marcowym, grupa niemieckich oficerów pod wodzą generała Dietricha planuje kolejny zamach na Hitlera. Amerykański i brytyjski wywiad zamierza nie dopuścić do zamachu. W tym celu major Reisman z dwunastoma wyszkolonymi skazańcami, wyrusza na niebezpieczną misję.

## Główne role
- Lee Marvin – Major John Reisman
- Ernest Borgnine – Generał Worden
- Ken Wahl – Louis Valentine
- Larry Wilcox – Tommy Wells
- Sonny Landham – Sam Sixkiller
- Richard Jaeckel – Sierżant Clyde Bowren, żandarmeria wojskowa
- Wolf Kahler – Generał Sepp Dietrich
- Gavan O’Herlihy – Conrad E. Perkins
- Ricco Ross – Arlen Dregors
- Stephen Hattersley – Otto Deutsch
- Rolf Saxon – Robert E. Wright
- Jay Benedict – Didier Le Clair
- Michael John Paliotti – Baxley
- Paul Herzberg – Reynolds
- Jeff Harding – Sanders
- Sam Douglas – Anderson
- Russell Sommers – Gary Rosen
- Michael Sheard – Adolf Hitler
- John Malcolm – Feldmarszałek Meistertein